# Allium ducissae
Allium ducissae — вид квіткових рослин з підродини цибулевих (Allioideae). Ендемік Італії. Новий вид описаний на основі морфологічного та молекулярного аналізів.

## Біоморфологічна характеристика
Цибулина майже циліндрична, (35)50.5–70(95.8) × (3.5)5–6.68(10) мм, вставлена на коротке кореневище; зовнішні оболонки темно-буруваті. Стебло голе, прямовисне, (19)30–45(54) см заввишки, на 1/3 (рідше 1/2) довжини вкрите листковими піхвами. Листків (2)3–4(6), лінійні, плоскі, голі та гладкі по краях, (1)1.5–2.2(3.5) мм ушир. Суцвіття субкулясте, (1.5)1.7–2.3(3.2) см у діаметрі, з 14–60 квіток, без цибулинок. Оцвітина дзвінчаста, рожева; внутрішні листочки оцвітини довші за зовнішні, еліптичні, злегка роз'їдені по краях і верхівці, (4)5–5.5(6) × (1.72) 2–2.29(2.72) мм, зовнішні яйцювато-видовжені, (3)4–4.5(5.1) × (1.4)1.6–1.9(2.1) мм. Тичинки рожеві; пиляки пурпурові. Коробочка тристулкова, субкулясто-обернено-яйцеподібна, зеленувата, (3.1)3.5–4(4.25) × (3.3)3.5–3.9(4) мм. Насіння еліптично-кутасте, (2.93)3.23–3.57(3.83) мм завдовжки. 2n = 16. Цвіте з липня по серпень, плодоносить у вересні.

## Поширення
Вузький ендемік Allium ducissae поширений у Центральних Апеннінах у масиві Веліно на горах Розза, Морроне та Муролунго (гори Дучеса), горах Орселло та Чимата ді Пецца (адміністративні регіони Лаціо та Абруццо, Італія). Це мікротермічний таксон, який росте в певних місцях існування, таких як ущелини вапнякових скель, кам'янисті схили, степові луки та трав'янисті уступи, від 1800 до 2130 м над рівнем моря.